# Obszar krytyczny testu
Obszar krytyczny testu (zbiór krytyczny, obszar odrzucenia) – zbiór wartości rozkładu statystyki testowej w teście statystycznym, których wystąpienie, przy założeniu prawdziwości hipotezy zerowej (H0), jest wystarczająco mało prawdopodobne, żeby (empiryczna) realizacja zmiennej losowej mieszcząca się w obszarze krytycznym pozwalała na odrzucenie tej hipotezy.
W statystyce wielkość obszaru krytycznego (całkę gęstości jego prawdopodobieństwa) określamy zazwyczaj parametrem α i nazywamy poziomem istotności. Oznacza on prawdopodobieństwo wylosowania zmiennej losowej z tego przedziału pod warunkiem prawdziwości hipotezy zerowej, np. obszar krytyczny α=0,05 oznacza 5% szansy na uzyskanie statystyki z tego przedziału przy założeniu hipotezy zerowej. Wartości brzegowe obszaru krytycznego nazywamy wartościami krytycznymi. Obszar krytyczny oznaczany jest symbolem C.
Wartość współczynnika α jest czysto umowna. Zwykle przyjmuje się α=0,05, α=0,01 lub α=0,001.
Sprawia to, że ta sama hipoteza statystyczna może być istotna przy przyjętej a priori większej wartości α i nieistotna przy mniejszej. Z tego powodu coraz częściej zamiast ustalać wartość α i podawać dwustanowo, że dana hipoteza jest istotna lub nieistotna np. na poziomie 0,05, podaje się wartość p (ang. p-value), czyli prawdopodobieństwo uzyskania przy założeniu hipotezy zerowej wartości statystyki testowej takiej jak faktycznie uzyskana lub jeszcze bardziej oddalonej i mówi się np., że hipoteza jest istotna na poziomie 0,043. Innymi słowy prawdopodobieństwo wystąpienia błędu pierwszego rodzaju wynosi 0,043. Daje to więcej informacji i uniezależnia wyniki analizy od arbitralnie wybranego progu.

## Rodzaje obszaru krytycznego testu
- dwustronny obszar krytyczny
- prawostronny obszar krytyczny
- lewostronny obszar krytyczny